# Sione Vaki
Sione Vaki (Antioch, 30 luglio 2001) è un giocatore di football americano statunitense che milita nel ruolo di running back per i Detroit Lions della National Football League (NFL).

## Carriera universitaria
Dopo avere terminato le scuole superiori, Vaki andò in missione per tre anni. Iniziò a giocare nel college football nel 2022 a Utah scendendo in campo sia in attacco che in difesa e mettendo a segno 41 tackle, 3,5 dei quali con perdita di yard, tre passaggi deviati e un fumble forzato.
Nel primo turno della stagione 2023, Vaki mise a segno il suo primo intercetto contro i Florida Gators. Nella settimana 7 corse 15 volte per 158 yard e 2 touchdown nella vittoria su California. Nel turno successivo corse 9 volte per 68 yard, ricevette 5 passaggi per 149 yard e 2 touchdown e mise a segno 2 tackle, giocando bene in marcatura, nella vittoria a sorpresa su USC 34-32. Nel resto della stagione gli Utes optarono per utilizzare Vaki maggiormente in attacco.
Vaki chiuse la stagione 2023 con 51 placcaggi, di cui 8,5 con perdita di yard, 2 sack e 2 intercetti in difesa. In attacco corse 317 yard (7,5 yard a possesso) ed ebbe due touchdown su corsa e tre su ricezione. Fu inserito nella formazione ideale della Pac-12 Conference sia come safety che negli special team/giocatore tuttofare.

## Carriera professionistica

### Detroit Lions
Vaki fu scelto nel corso del quarto giro (132º assoluto) del Draft NFL 2024 dai Detroit Lions. Nella sua prima stagione tentó 6 corse per 14 yard in 16 presenze, nessuna delle quali come titolare.

## Palmarès
- PFWA All-Rookie Team - 2024